# Sergej Eisenstein

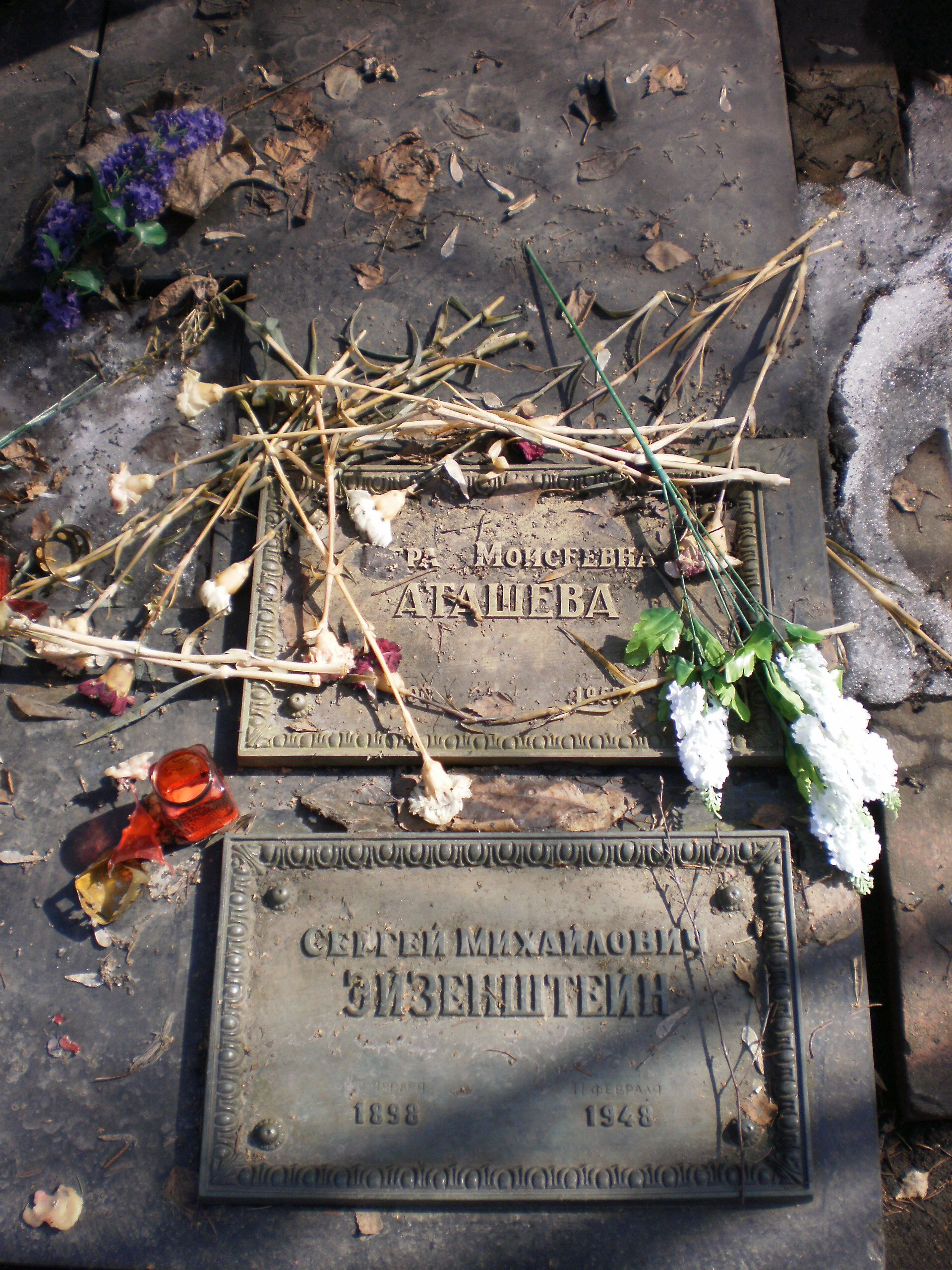
Het graf van Sergej Eisenstein in Moskou

Sergej Michajlovitsj Eisenstein (Lets: Sergejs Eizenšteins; Russisch: Сергей Михайлович Эйзенштейн, Sergej Michajlovitsj Ejzensjtejn) (Riga, 23 januari 1898 – Moskou, 11 februari 1948) was een Russische filmregisseur, vooral bekend door zijn klassieke film Pantserkruiser Potjomkin over een belangrijke volksopstand in Odessa in 1905, tijdens de eerste revolutiepoging in Rusland. Deze film is klassiek geworden vanwege onder andere de complexe montage in de trappenscène: Eisenstein hanteerde op een opmerkelijke wijze cameravoering, perspectief en montage om het gevoel van de revolutie en de onderdrukking over te brengen.

## Biografie
Sergej Eisenstein werd in Riga (Letland) geboren als zoon van een Duitse vader en een Russische moeder. Eisensteins vader, Michail Eisenstein, was een architect van Joodse afkomst die zich tot Russisch-Orthodoxe Kerk had bekeerd, waarin nu ook zijn zoon werd opgevoed. In 1905 scheidden zijn ouders; aanvankelijk werd Sergej opgevangen bij een tante, maar later keerde hij terug bij zijn vader. Hij leerde in zijn opvoeding onder andere Engels, Frans en Duits. De jonge Sergej volgde in Rīga het gymnasium en in Petrograd studeerde hij bouwkunde en architectuur. Vanaf 1918 diende hij bij het rode leger. Na ervaring te hebben opgedaan als amateurtoneelspeler en bezig te zijn geweest met de studie van het Japans en het kabuki-toneel, sloot Eisenstein zich aan bij het Moskouse Proletkult-theater en werkte hij ook aan het theater van de befaamde regisseur Vsevolod Meyerhold.
Sergej zou zijn vader later omschrijven als een conservatieve tiran. Hij zag in zijn eigen oedipale reflex tegen diens kleinburgerlijkheid de psychologische grond voor zijn maatschappelijk engagement, veel meer dan in enig werkelijk sociaal onrecht.
Bij Koelesjov studeerde Eisenstein filmtheorie en -praktijk. Als hij in 1923 opnieuw het stuk "De Mexicaan" (naar Jack London) op het programma zet, maakt hij ook een bewerking van "De Slimmen" van Alexandr Ostrowski, waarbij hij voor het eerst film inzet: een door hem gemaakte parodie op het toenmalige Russische weekjournaal onder de titel "Het dagboek van Gloemow". De film duurt slechts 5 minuten en bevat elementen uit music-hall, circus en ballet.
Zijn eerste langere film, Staking leverde hem in Parijs in 1925 een prijs op. Al in deze stomme films is zijn innovatieve stijl herkenbaar. Bijzonder verdienstelijk is de manier waarop hij de montagetechniek ontwikkelde. Eisenstein gebruikte montage niet slechts om scènes met elkaar te verbinden, maar veeleer als middel om het publiek bij de film te betrekken en te beïnvloeden. Opvallend in Staking zijn verder het ontbreken van duidelijke hoofdpersonen, de vergelijkingen tussen mens en dier, de aandacht voor details en het bijzondere camerawerk dat bijzonder fascinerende beelden oplevert.
Eisenstein was trouw aan de idealen van het socialisme, hetgeen hem echter herhaaldelijk in conflict bracht met een aantal autoriteiten van het regime van Jozef Stalin (en niet in de laatste plaats met Stalin zelf). Deze laatste was zich bewust van de propagandistische kracht van films en hij beschouwde Eisenstein als controversieel persoon.
"Pantserkruiser Potjomkin", in 1925 in opdracht van de staat geproduceerd, valt op door een perfecte opbouw, virtuoze montage en een serie onvergetelijke beelden. Vooral de beschieting van demonstranten op de trappen van Odessa (de beroemde trapscène) blijft de toeschouwer in het geheugen gegrift. Deze film werd een internationaal succes, waardoor Eisenstein de eer te beurt viel "Oktober" te mogen regisseren. De opdracht tot "Oktober" werd gegeven vanwege de tiende verjaardag van de Oktoberrevolutie van 1917 en draaide onder directe controle van Stalin. Ook deze film werd een nationaal en internationaal succes.
In 1929 stuurde Stalin Eisenstein naar het buitenland om daar intensief de net ontwikkelde geluidsfilm te bestuderen. Eisenstein reisde naar West-Europa en vervolgens op uitnodiging van Paramount Pictures door naar Hollywood voor een filmproductie. Vanwege onenigheid met deze filmmaatschappij vertrok Eisenstein echter zonder de film af te maken. In Mexico begon Eisenstein aan een gedramatiseerde documentaire getiteld "Que viva México!". Doordat Eisenstein langer in Amerika bleef dan kennelijk de bedoeling was geweest, werd Stalin wantrouwend. Hij verdacht Eisenstein van desertie en heimelijke contacten met Lev Trotski, destijds staatsvijand nummer één. Eisenstein werd teruggeroepen vooraleer het werk was voltooid.
Enkele geschoten scènes van Bezjin-weide (1937), met als thema de ware politieke geschiedenis van de dood van een jonge activist, brachten Stalin tot woede, waardoor ook dit project niet mocht worden voltooid. Stalin deed Eisenstein vervolgens het aanbod een andere film te maken, over de Novgorodse vorst Alexander Nevski. Deze later door de Russisch-Orthodoxe Kerk heilig verklaarde vorst had in de dertiende eeuw een veldslag tegen de Duitsers gewonnen, hetgeen Stalin als voorbeeld van een onverschrokken leider goed van pas kwam, nu hij zelf de oorlog tegen nazi-Duitsland voorbereidde. Eisenstein kon dit aanbod niet weigeren zonder met ernstige gevolgen rekening te moeten houden en hij stemde dus in met Stalins voorstel. Er werd een toezichthouder aangesteld die Eisenstein nauwlettend in de gaten moest houden tijdens deze productie. Eisenstein werkte bij Alexander Nevski nauw samen met Sergej Prokofjev, die de filmmuziek schreef. Deze samenwerking resulteerde in een hechte vriendschap.

De film werd zowel door de critici als door het publiek goed ontvangen. Helaas voor de film sloot Stalin enkele maanden na het uitkomen van de film zijn beruchte Molotov-Ribbentroppact met nazi-Duitsland. De anti-Duitse strekking van de film, die niemand ontgaan was, kwam toen politiek niet meer goed uit en de film werd uit de roulatie genomen. Aldus weer van een succes beroofd, nam Eisenstein zijn docentschap weer op. Na de flagrante schending van het verdrag door Hitler in juni 1941 kreeg de film pas de distributie en de internationale waardering die hij verdiende.
Prokofjev schreef ook de muziek voor Ivan de Verschrikkelijke, waarin de hoofdpersoon als nationale held wordt uitgebeeld. Stalin had namelijk in het begin van de jaren veertig een aanwijzing gegeven over de noodzakelijkheid van het herstel van het ware historische beeld van tsaar Ivan IV. Stalin gaf het duo Eisenstein en Prokofjev opdracht voor deze nieuwe productie en verwachtte een meesterwerk in de geest van Alexander Nevski. Eisenstein had echter zijn eigen opvatting over dit thema. De opnamen begonnen in 1943 in Kazachstan, ver van het front. In het eerste deel van de film toont Eisenstein de tsaar eerst als een jonge idealist, die de staat met vaste hand naar eenheid en macht leidt. Maar dan stelt Eisenstein de vraag of ieder middel geoorloofd is om dit doel te bereiken. Hij laat de tsaar zich afvragen met welk recht hij oordeelt en terechtstelt. De in kleur opgenomen scène (deel II) van de dans van de Opritsjniki is een van de indrukwekkendste van de film. Tijdens een adembenemende, wilde en waanzinnige dans met felle kleuren en flitsende beelden op de stuwende muziek van Prokofjev, zit de tsaar te midden van deze door hemzelf in werking gezette wildheid geheel alleen. Eisenstein verklaarde later tegenover een vriend dat deze scène een parallel vormt met die van de met schuld beladen en zijn geweten onderzoekende Boris Godoenov (van Poesjkin). In feite deed Eisenstein hiermee een direct beroep op Stalin, wat een buitengemeen staaltje van durf was onder het dictatoriale regime.
Het eerste deel van Ivan de Verschrikkelijke had Stalins instemming en hij kende er dan ook een Stalinprijs aan toe. Het tweede deel van deze beoogde trilogie werd echter niet goedgekeurd door de buiten zichzelf geraakte Stalin die de parallellen had herkend. Het tweede deel werd daarom verboden en het al geschoten materiaal voor het derde deel werd in beslag genomen en vernietigd (alhoewel er enkele fragmenten bewaard zijn gebleven). Eisenstein werd onder druk gezet zijn film te bewerken opdat deze wel aan de eisen zou voldoen. Of hij hieraan zou hebben toegegeven is onbekend, aangezien Eisenstein in de nacht van 11 februari 1948 op vijftigjarige leeftijd achter zijn schrijftafel aan een hartaanval overleed.
Eisensteins periode in Mexico was een inspiratie voor Peter Greenaway, die in 2015 een Nederlands-Mexicaans-Fins-Belgische film uitbracht "Eisenstein in Guanajuato".

## Trivia
De Belgische professor André Vandenbunder gold als een kenner van Eisensteins werk.

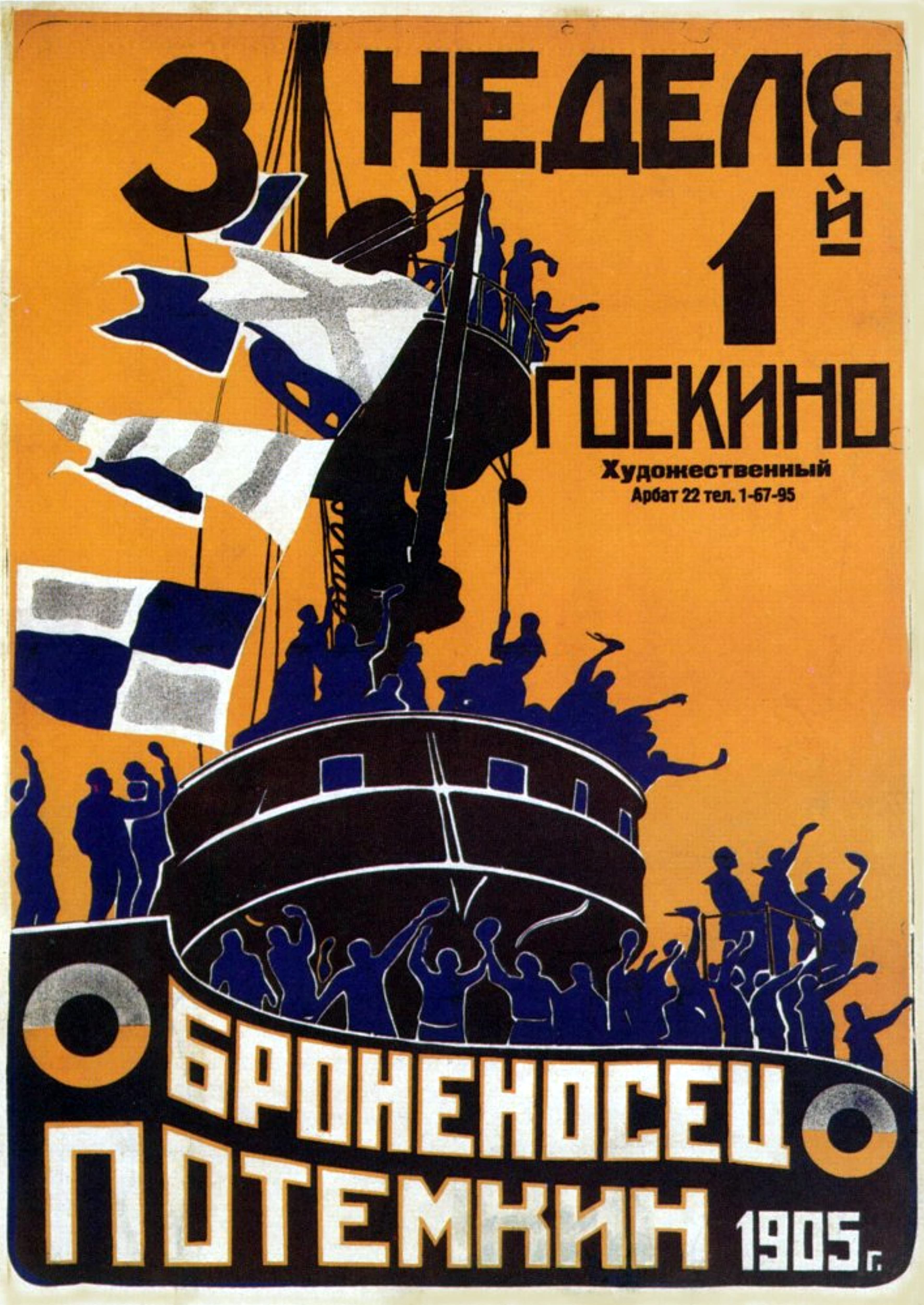
Poster voor de film Pantserkruiser Potjomkin

## Filmografie
- 1923: Het Dagboek van Gloemow
- 1924: Staking
- 1925: Pantserkruiser Potjomkin
- 1927: Oktober
- 1928: De generale lijn (originele titel: Het oude en het nieuwe)
- 1929: Storm over La Sarraz (verloren geraakt)
- 1929: De generale lijn
- 1931/2: Que viva México! (niet voltooid; materiaal gebruikt door Sol Lesser voor "Donder over Mexico" 1933 en door Marie Seton voor Tijd onder de Zon" 1939)
- 1935: Bjesjin loeg (De Bjeshien-weide)(niet voltooid)
- 1938: Alexandr Njevski
- 1939: Het Ferganakanaal (niet voltooid)
- 1945: Ivan de Verschrikkelijke, deel 1
- 1946: Ivan de Verschrikkelijke, deel 2
- 1946: Ivan de Verschrikkelijke, deel 3 (niet voltooid en vernietigd)

Staking (1925) · Pantserkruiser Potjomkin (1925) · Oktober (1927) · De generale lijn (1929) · La destrucción de Oaxaca (1931) · Alexander Nevski (1938) · Ivan de Verschrikkelijke, deel 1 (1944) · Ivan de Verschrikkelijke, deel 2 (1958)
- Bibsys: 90165620
- Biblioteca Nacional de Chile: 000039254
- Biblioteca Nacional de España: XX4721474
- Bibliothèque nationale de France: cb11901623d (data)
- Catàleg d'autoritats de noms i títols de Catalunya: 981058512445706706
- CiNii: DA01679648
- Gemeinsame Normdatei: 118529684
- International Standard Name Identifier: 0000 0001 2133 987X
- Library of Congress Control Number: n79006562
- Nationale Bibliotheek van Letland: 000041130
- Bibliotheek van het Japanse parlement: 00438748
- Nationale Bibliotheek van Tsjechië: jn19990210191
- Nationale bibliotheek van Australië: 35059939
- Nationale Bibliotheek van Israël: 987007260598205171
- Nationale Bibliotheek van Polen: a0000001185600
- Nationale Bibliotheek van Roemenië: 000331156
- Nationale en Universitaire bibliotheek Zagreb: 000061924
- Nederlandse Thesaurus van Auteursnamen: 068464568
- PIC: 315540
- Réseau des bibliothèques de Suisse occidentale: 02-A021748237
- RKD-Nederlands Instituut voor Kunstgeschiedenis: 233154
- Istituto Centrale per il Catalogo Unico: CFIV011678
- LIBRIS: 184356
- SNAC: w6gj03fr
- Système universitaire de documentation: 026849372
- Trove: 814982
- Union List of Artist Names: 500137065
- Virtual International Authority File: 56609269
- WorldCat: E39PBJhCJFYYBmydxjJ8gtv4MP